# Cầu máng Pontcysyllte
Hệ thống cầu máng Pontcysyllte là một hệ thống cầu máng mang kênh Llangollen trên thung lũng trên sông Dee ở Wrexham County Borough, ở đông bắc Xứ Wales, Vương quốc Anh. Được hoàn thành năm 1805, nó là cầu cạn cao nhất và dài nhất ở Anh.
Khi chiếc cầu được xây, nó nối các làng Froncysyllte, tại cuối phía nam cầu ở thị trấn Cysyllte của giáo khu Llangollen (từ đó nó lấy tên), và Trevor (Trefor trong tiếng Wales), tại cuối phán bắc cầu ở thị trấn Trefor Isaf, cũng ở giáo khu Llangollen. Cả hai thị trấn sau này đã được chuyển sang cho Wrexham County Borough sau đợt tổ chức lại chính quyền địa phương.
Công trình này được liệt kê vào nhóm I danh mục Listed Building.
Năm 2009, UNESCO đã công nhận là di sản thế giới của nhân loại.

## Từ nguyên
Cái tên Pontcysyllte trong tiếng Wales có nghĩa là "Cầu Cysyllte" hoặc "Cầu của Cysyllte". Nó có nguồn gốc từ một thị trấn có tên là Cysyllte. Hệ thống thủy lợi này khi hoàn thành đã liên kết các làng ở Froncysyllte, ở đầu phía nam của cây cầu là thị trấn Cysyllte của Giáo khu Llangollen (từ đó lấy tên của nó) và Trevor, đầu phía bắc của cây cầu thuộc thị trấn Trefor Isaf, cũng ở Giáo khu Llangollen.
Cái cầu máng này ban đầu được gọi là Pont y Cysyllte ("Cầu Cysyllte"). Còn có một số bản dịch khác như "Cầu nối" hoặc "Cầu liên kết" nhưng là các từ nguyên sai ở thời hiện đại, xuất phát từ sự giống nhau rõ ràng của tên này với từ cysylltau (số nhiều của cyswllt) có nghĩa là kết nối hoặc liên kết.

## Lịch sử
Cây cầu máng này được xây dựng bởi Thomas Telford và William Jessop, dài 336 yard (307 m), rộng 4 yard (3,7 m) và cao 5,25 foot (1,60 m). Nó bao gồm một máng gang được nâng 126 ft (38 m) trên sông trên sườn thép cong được đặt trên mười tám cột trụ chống đỡ rỗng. Mỗi cái trong số mười chín nhịp rộng 53 ft (16 m). Bất chấp mọi sưn hoài nghi nào dù đáng kể, Telford đã tự tin vào phương pháp xây dựng của ông sẽ ổn thỏa: trước đó ông đã xây dựng ít nhất một cầu máng dẫn nước - cầu máng Longdon-on-Tern trên kênh Shrewsbury. Nó vẫn còn có thể được nhìn thấy nằm ở giữa một cánh đồng, mặc dù các kênh này đã bị bỏ hoang nhiều năm trước đây.
Cây cầu là một trong những kỳ công lớn đầu tiên của kỹ thuật dân dụng được thực hiện bởi Telford, ông lúc đó đang trở thành một trong những kỹ sư dân dụng công nghiệp hàng đầu của nước Anh; mặc dù công việc của ông được giám sát bởi Jessop, kỹ sư về kênh đào giàu kinh nghiệm hơn. Đồ sắt được William Hazledine cung cấp từ các xưởng đúc của ông tại Shrewsbury và Cefn Mawr gần đó. Công việc thi công mất khoảng mười năm tính từ thời điểm bắt đầu thiết kế cho đến khi hoàn tất xây dựng, có giá khoảng 47.000 bảng Anh. Điều chỉnh theo lạm phát, điều này tương đương với không quá 3.750.000 bảng vào năm 2018, nhưng lại là một khoản đầu tư lớn so với GDP hiện tại là khoảng 400 triệu bảng.
Năm 1844, Công ty Ellesmere và Chester Canal, sở hữu các kênh đào rộng lớn từ Cảng Ellesmere đến Chester và từ Chester đến Nantwich, với một đường nhánh đến Middlewich, bắt đầu thảo luận về Kênh đào hẹp Birmingham và Liverpool, chạy từ Nantwich đến Autherley, nơi nó gia nhập vào kênh đào Staffordshire và Worrouershire. Hai công ty đã luôn làm việc cùng nhau, trong nỗ lực duy trì lợi nhuận của họ trước sự cạnh tranh từ đường sắt, và sự hợp nhất dường như là một bước hợp lý. Một thỏa thuận đã được thực hiện vào tháng 8 và hai công ty sau đó đã tìm kiếm một đạo luật riêng của Quốc hội để ủy quyền cho việc tiếp quản. Điều này đã được cấp vào ngày 8 tháng 5 năm 1845, khi Công ty Ellesmere và Chester Canal lớn hơn được thành lập.

## Di sản thế giới
Cây cầu dẫn nước và các vùng đất xung quanh đã được đệ trình vào "danh sách dự bị" của các di sản đang được xem xét cho danh hiệu Di sản Thế giới của UNESCO năm 1999. Hệ thống thủy lợi này được đề xuất là một ứng cử viên vào năm 2005 nhân dịp kỷ niệm 200 năm thành lập của nó và cây cầu đã được chính thức công bố vào năm 2006 với các đề xuất lớn hơn, bao gồm một phần của kênh đào dẫn nước từ cầu máng đến Thác Horseshoe sẽ là một đề cử của năm 2008 của Vương quốc Anh.
Chiều dài của con kênh từ Rhoswiel, Shropshire, đến Thác Horseshoe, bao gồm cấu trúc chính là cây cầu máng Pontcysyllte cũng như cây cầu Chirk cũ, đã được các nhà đánh giá của UNESCO ghé thăm vào tháng 10 năm 2008, để phân tích và xác nhận tính quản lý và xác thực của khu vực. Cây cầu được UNESCO chính thức công nhận là Di sản Thế giới vào ngày 27 tháng 6 năm 2009.

## Hình ảnh

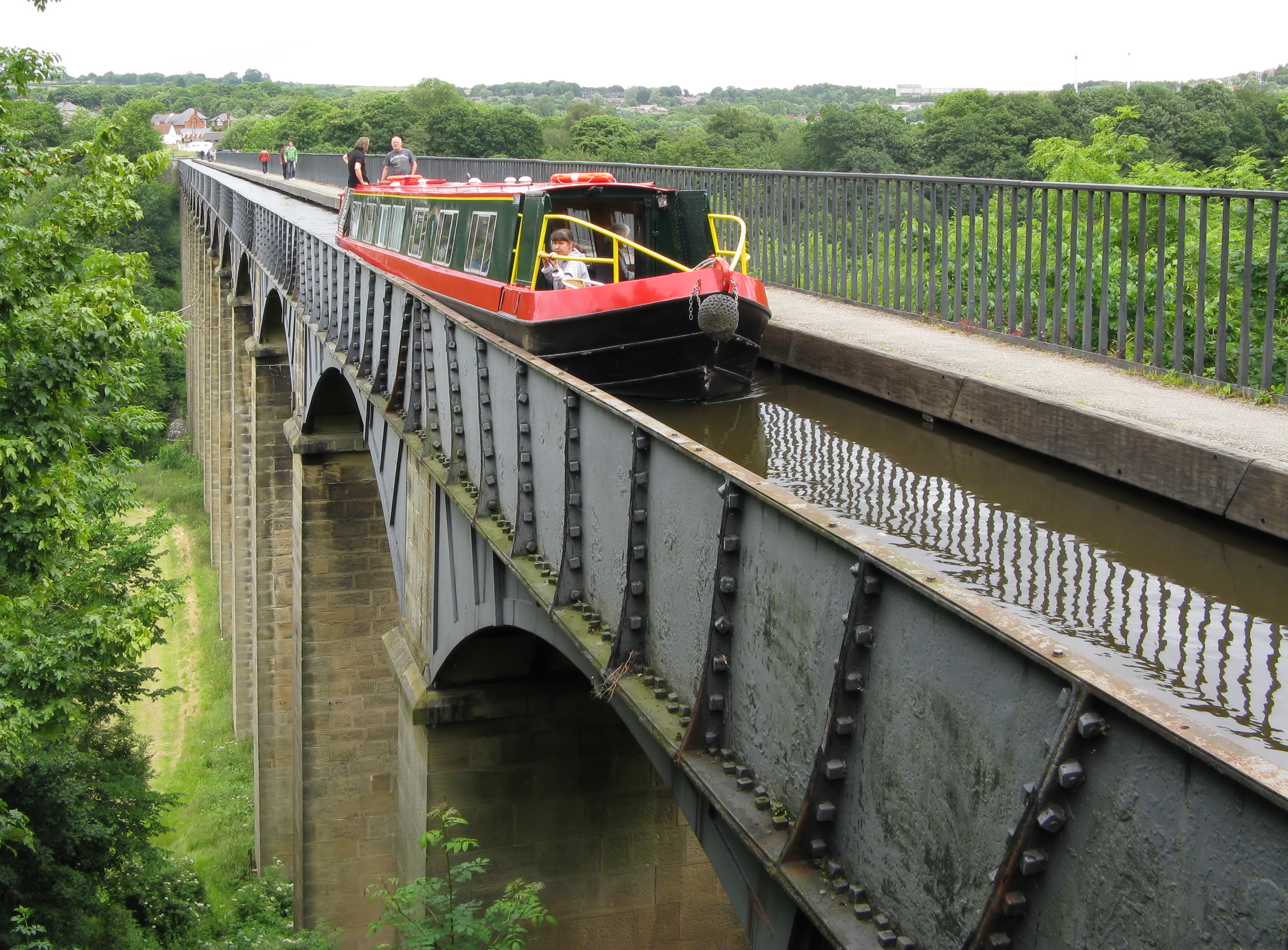
Một chiếc thuyền chạy trên kênh vượt qua cây cầu máng. Để ý rằng hình dạng của các tấm sắt, đúc để tạo ấn tượng của đá truyền thống voussoir (2008)
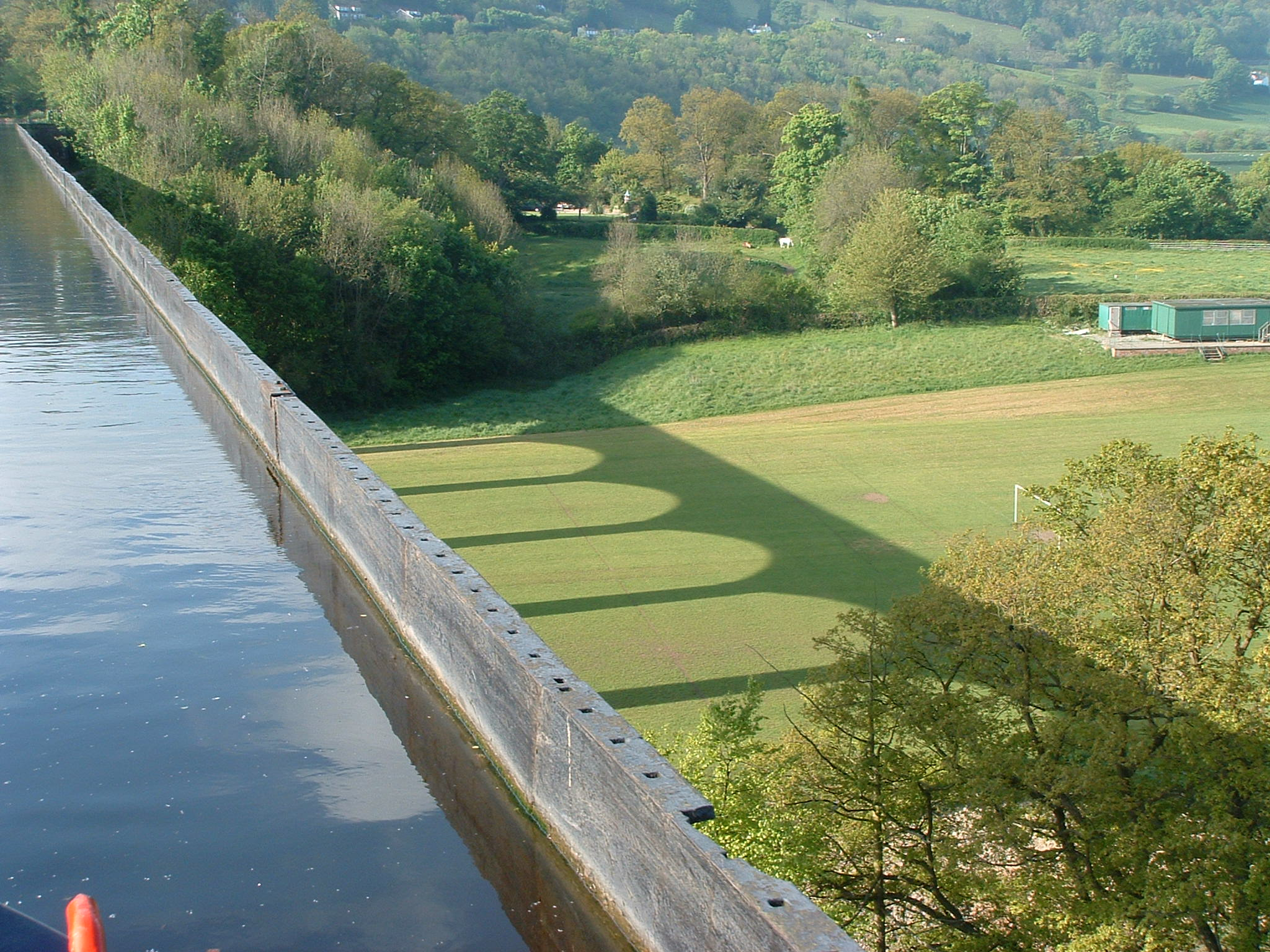
Quang cảnh nhìn về Thung lũng Dee từ cầu dẫn nước
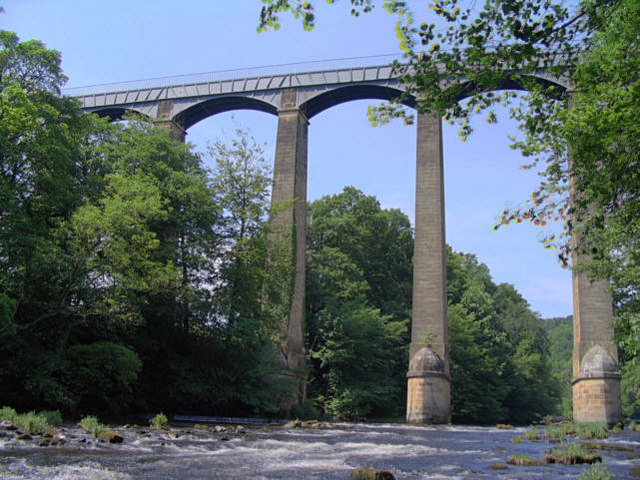
Cây cầu nhìn từ sông và thung lũng
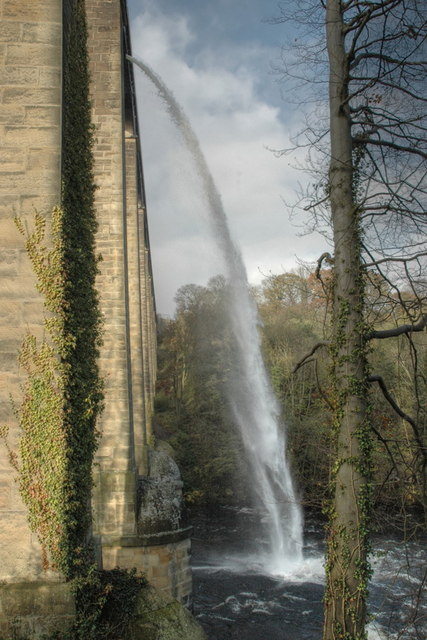
Kênh được thoát nước để kiểm tra và bảo trì (2009)
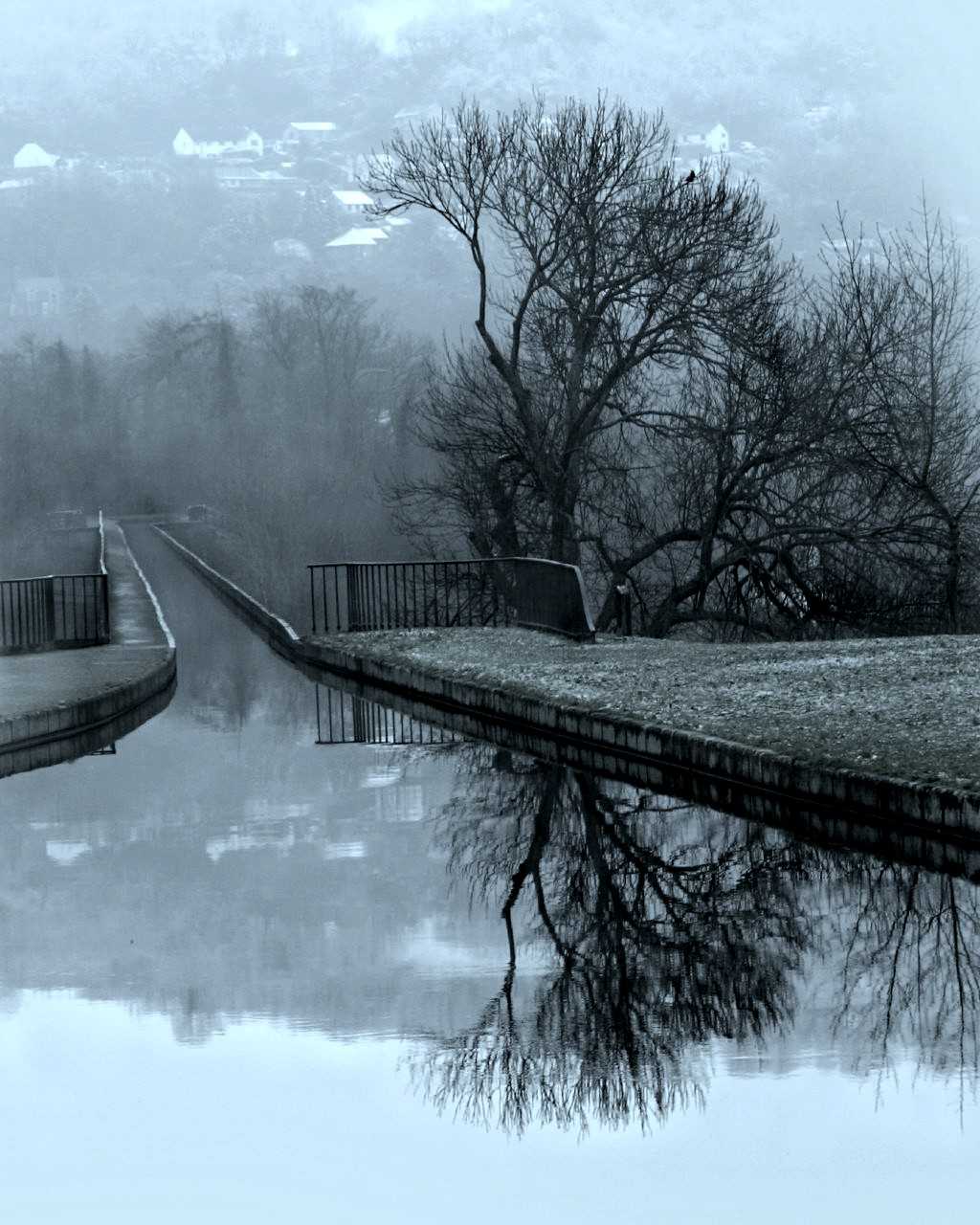
Cầu máng Pontcysyllte vào mùa đông